# Nazionale olimpica di calcio degli Emirati Arabi Uniti
La nazionale olimpica degli Emirati Arabi Uniti di calcio è la rappresentativa calcistica degli Emirati Arabi Uniti che rappresenta l'omonimo stato ai giochi olimpici.

## Storia
La nazionale si è qualificata ai Giochi olimpici in una sola occasione, nel 2012. In quell'edizione è stata eliminata nella fase a gironi dopo due sconfitte con l'Uruguay per 2-1, con goal di Ismail Matar, e con il Regno Unito per 3-1 questa volta con rete di Rashed Eisa, nella partita conclusiva ha pareggiato con il Senegal per 1-1 sempre con rete di Ismail Matar.

## Statistiche dettagliate sui tornei internazionali

### Giochi olimpici
| Anno | Luogo             | Piazzamento      | V | N | P | Gol |
| ---- | ----------------- | ---------------- | - | - | - | --- |
| 1952 | Helsinki          | Non partecipante | - | - | - | -   |
| 1956 | Melbourne         | Non partecipante | - | - | - | -   |
| 1960 | Roma              | Non partecipante | - | - | - | -   |
| 1964 | Tokyo             | Non partecipante | - | - | - | -   |
| 1968 | Città del Messico | Non partecipante | - | - | - | -   |
| 1972 | Monaco di Baviera | Non partecipante | - | - | - | -   |
| 1976 | Montréal          | Non partecipante | - | - | - | -   |
| 1980 | Mosca             | Non partecipante | - | - | - | -   |
| 1984 | Los Angeles       | Non qualificata  | - | - | - | -   |
| 1988 | Seul              | Non qualificata  | - | - | - | -   |
| 1992 | Barcellona        | Non qualificata  | - | - | - | -   |
| 1996 | Atlanta           | Non qualificata  | - | - | - | -   |
| 2000 | Sydney            | Non qualificata  | - | - | - | -   |
| 2004 | Atene             | Non qualificata  | - | - | - | -   |
| 2008 | Pechino           | Non qualificata  | - | - | - | -   |
| 2012 | Londra            | Primo turno      | 0 | 1 | 2 | 3:6 |
| 2016 | Rio de Janeiro    | Non qualificata  | - | - | - | -   |
| 2020 | Tokyo             | Non qualificata  | - | - | - | -   |
| 2024 | Parigi            |                  | - | - | - | -   |

## Tutte le rose

### Giochi olimpici
Calcio ai Giochi Olimpici Estivi 20121 Khaseif, 2 Surour, 3 Hussain, 4 Ahmed, 5 A. Abdulrahman, 6 Alamri, 7 Al Hammadi, 8 Al Kamali, 9 Ali, 10 Matar, 11 Khalil, 12 Fardan, 13 Esmaeel, 14 Sanqour, 15 O. Abdulrahman, 16 R. Eisa, 17 Fawzi, 18 K. Eisa, 19 Mabkhout, CT: Redha